# Skala liniowa

Wykres funkcji y = x³ w skali liniowej (nieproporcjonalnej).

Skala liniowa – rodzaj skali pomiarowej, w której wielkości fizyczne są przekształcone za pomocą funkcji liniowej.
Wartości na skali liniowej mogą być bezwymiarowe lub mianowane. W odróżnieniu od skali logarytmicznej, skala liniowa może być używana zarówno do odwzorowania wielkości dodatnich, jak i ujemnych. 
Skala liniowa jest, obok logarytmicznej, najczęściej stosowaną skalą na wykresach.